# Cornus sessilis
Cornus sessilis ist eine Pflanzenart aus der Gattung der Hartriegel (Cornus) innerhalb der Familie der Hartriegelgewächse (Cornaceae). Diese Kornelkirsche wächst als großer Strauch, ihr Verbreitungsgebiet befindet sich im westlichen Nordamerika. Dort wird sie „blackfruit dogwood“ oder „miner's dogwood“ genannt.

## Beschreibung
Cornus sessilis wächst als sommergrüner, großer Strauch oder kleiner Baum und erreicht eine Wuchshöhe von 5 Metern. Die Rinde junger Zweige ist grün, die der älteren Äste ist grau oder gelblich braun. Die gegenständigen Laubblätter sind kurz gestielt. Die elliptische Blattspreite ist an den Enden zugespitzt und etwa 5 bis 10 Zentimeter lang. Auf der Blattunterseite befinden sich kurze, raue Haare, in den Achseln der Blattadern auch längere weiche. Im Herbst färben sich die Blätter dunkelrot.
Die Blütenstände sind, wie bei anderen Kornelkirschen auch, von vier bräunlich-gelben, einen Zentimeter großen Hochblättern umgeben, die im Laufe der Blütezeit abfallen. Unterhalb dieser Hochblätter schließen sich zwei vegetative Knospen an, darunter nochmals zwei Hochblätter, die den ganzen Knospenkomplex umhüllen.
Die Blüten stehen dicht zu mehreren in Köpfchen zusammen. Sie öffnen sich noch vor dem Laubaustrieb. Vier Kelchblätter sind becherförmig verwachsen. Die vier freien Kronblätter sind gelblich.
Es entwickeln sich Steinfrüchte, die unreif grünlich weiß gefärbt sind, sich beim Reifeprozess über gelb und rot zu einem glänzenden Purpur-Schwarz färben.
Die Chromosomenzahl beträgt 2n = 20.

## Verbreitung

Verbreitung von Cornus sessilis

Diese Kornelkirschen-Art ist in den Bergen Nordwest-Kaliforniens verbreitet. Sie steigt dort bis in Höhenlagen von 1500 Metern und wächst hauptsächlich an den Ufern kleiner Bäche. Dominierend an diesen Standorten sind verschiedene Nadelgehölze: Küstenmammutbaum (Sequoia sempervirens), Douglasie (Pseudotsuga menziesii) und Gelb-Kiefer (Pinus ponderosa).

## Systematik
Innerhalb der Gattung Cornus wird diese Art in die Untergattung Cornus, umgangssprachlich Kornelkirschen genannt, eingeordnet. Sie ist mit keiner der anderen Kornelkirschen-Arten besonders nah verwandt, sondern stellt wahrscheinlich die basale Art in dieser Gruppe dar. Es ergibt sich folgende Darstellung der Verwandtschaftsverhältnisse der Kornelkirschen:
|  | Cornus mas         |
|  |                    |
|  | Cornus officinalis |
|  |                    |

|  | Cornus chinensis |
|  |                  |
|  | Cornus eydeana   |
|  |                  |

|  | Cornus mas         |
|  |                    |
|  | Cornus officinalis |
|  |                    |

|  | Cornus chinensis |
|  |                  |
|  | Cornus eydeana   |
|  |                  |

|  | Cornus mas         |
|  |                    |
|  | Cornus officinalis |
|  |                    |

|  | Cornus chinensis |
|  |                  |
|  | Cornus eydeana   |
|  |                  |

|  | Cornus mas         |
|  |                    |
|  | Cornus officinalis |
|  |                    |

|  | Cornus chinensis |
|  |                  |
|  | Cornus eydeana   |
|  |                  |

|  | Cornus mas         |
|  |                    |
|  | Cornus officinalis |
|  |                    |

|  | Cornus chinensis |
|  |                  |
|  | Cornus eydeana   |
|  |                  |

|  | Cornus mas         |
|  |                    |
|  | Cornus officinalis |
|  |                    |

|  | Cornus chinensis |
|  |                  |
|  | Cornus eydeana   |
|  |                  |

|  | Cornus mas         |
|  |                    |
|  | Cornus officinalis |
|  |                    |

|  | Cornus chinensis |
|  |                  |
|  | Cornus eydeana   |
|  |                  |

|  | Cornus mas         |
|  |                    |
|  | Cornus officinalis |
|  |                    |

|  | Cornus chinensis |
|  |                  |
|  | Cornus eydeana   |
|  |                  |